# Tennant Peak
Tennant Peak är en bergstopp i Antarktis. Den ligger i Västantarktis. Nya Zeeland gör anspråk på området. Toppen på Tennant Peak är 251 meter över havet.
Terrängen runt Tennant Peak är varierad. Trakten är obefolkad. Det finns inga samhällen i närheten. 